# Joan I de França
Joan I de França i de Navarra el Pòstum (Palau del Louvre, París 1316), rei de França i Navarra (1316).

## Orígens familiars
Nasqué al Palau del Louvre a París el 15 de novembre de 1316 sent l'únic fill mascle del rei Lluís X de França i la seva segona esposa Clemència d'Hongria. Era net per línia paterna de Felip IV de França i la reina Joana I de Navarra, i per línia materna de Carles I d'Hongria. Fou germà, per part de pare, de la reina Joana II de Navarra.

## Fill pòstum
Joan I nasqué el novembre, cinc mesos després de la mort del seu pare. A la mort del seu pare s'establí la regència del seu oncle Felip de França, a l'espera de veure el sexe del nounat i cedir-li els drets reials, sempre que en fos un fill mascle, o escollir un nou monarca, en el cas que en fos una femella, la qual no podia regnar a França en virtut de la Llei Sàlica.
Des del mateix moment del seu naixement fou nomentar rei de França, però morí el 19 de novembre al Palau del Louvre, al cap de cinc dies del seu naixement. Fou succeït pel regent i oncle de Joan I, Felip V de França.

## Pretensions al tron
La seva germana gran, Joana de Navarra va disputar el tron al seu oncle. Segons la Llei Sàlica no podia regnar a França, però sí al Regne de Navarra, per la qual cosa va invocar els seus drets sobre Navarra. Així mateix va invocar la Llei Feudal, per la qual si que podien regnar les dones.
Tot i les seves reclamacions sobre Navarra hagué d'esperar la mort dels seus oncles Felip V i Carles IV de França per poder accedir al tron navarrès.
| Cronologia dels reis de França, reis dels Francesos i emperadors dels Francesos del 987 a 1870 |

| 987 | 987       | 996       | 996       | 1031      | 1031    | 1060    | 1060    | 1108    | 1108     | 1137     | 1137      | 1180      | 1180     | 1223     | 1223       | 1226       | 1226 |
|     | Hug Capet | Hug Capet | Robert II | Robert II | Enric I | Enric I | Felip I | Felip I | Lluís VI | Lluís VI | Lluís VII | Lluís VII | Felip II | Felip II | Lluís VIII | Lluís VIII |      |

| 1226 | 1226     | 1270     | 1270      | 1285      | 1285     | 1314     | 1314    | 1316    | 1316   | 1316   | 1316    | 1322    | 1322      | 1328      | 1328     | 1350     | 1350 |
|      | Lluís IX | Lluís IX | Felip III | Felip III | Felip IV | Felip IV | Lluís X | Lluís X | Joan I | Joan I | Felip V | Felip V | Carles IV | Carles IV | Felip VI | Felip VI |      |

| 1350 | 1350    | 1364    | 1364     | 1380     | 1380      | 1422      | 1422       | 1461       | 1461     | 1483     | 1483        | 1498        | 1498      | 1515      | 1515       | 1547       | 1547     | 1559     | 1559 |
|      | Joan II | Joan II | Carles V | Carles V | Carles VI | Carles VI | Carles VII | Carles VII | Lluís XI | Lluís XI | Carles VIII | Carles VIII | Lluís XII | Lluís XII | Francesc I | Francesc I | Enric II | Enric II |      |

| 1559 | 1559        | 1560        | 1560      | 1574      | 1574      | 1589      | 1589     | 1610     | 1610       | 1643       | 1643      | 1715      | 1715     | 1774     | 1774      | 1792      | 1792 |
|      | Francesc II | Francesc II | Carles IX | Carles IX | Enric III | Enric III | Enric IV | Enric IV | Lluís XIII | Lluís XIII | Lluís XIV | Lluís XIV | Lluís XV | Lluís XV | Lluís XVI | Lluís XVI |      |

| 1792 | 1792 | 1804 | 1804      | 1814      | 1814        | 1824        | 1824     | 1830     | 1830          | 1848          | 1848 | 1852 | 1852        | 1870        | 1870 |
|      | -    | -    | Napoleó I | Napoleó I | Lluís XVIII | Lluís XVIII | Carles X | Carles X | Lluís Felip I | Lluís Felip I | -    | -    | Napoleó III | Napoleó III |      |